# غار پرستوها

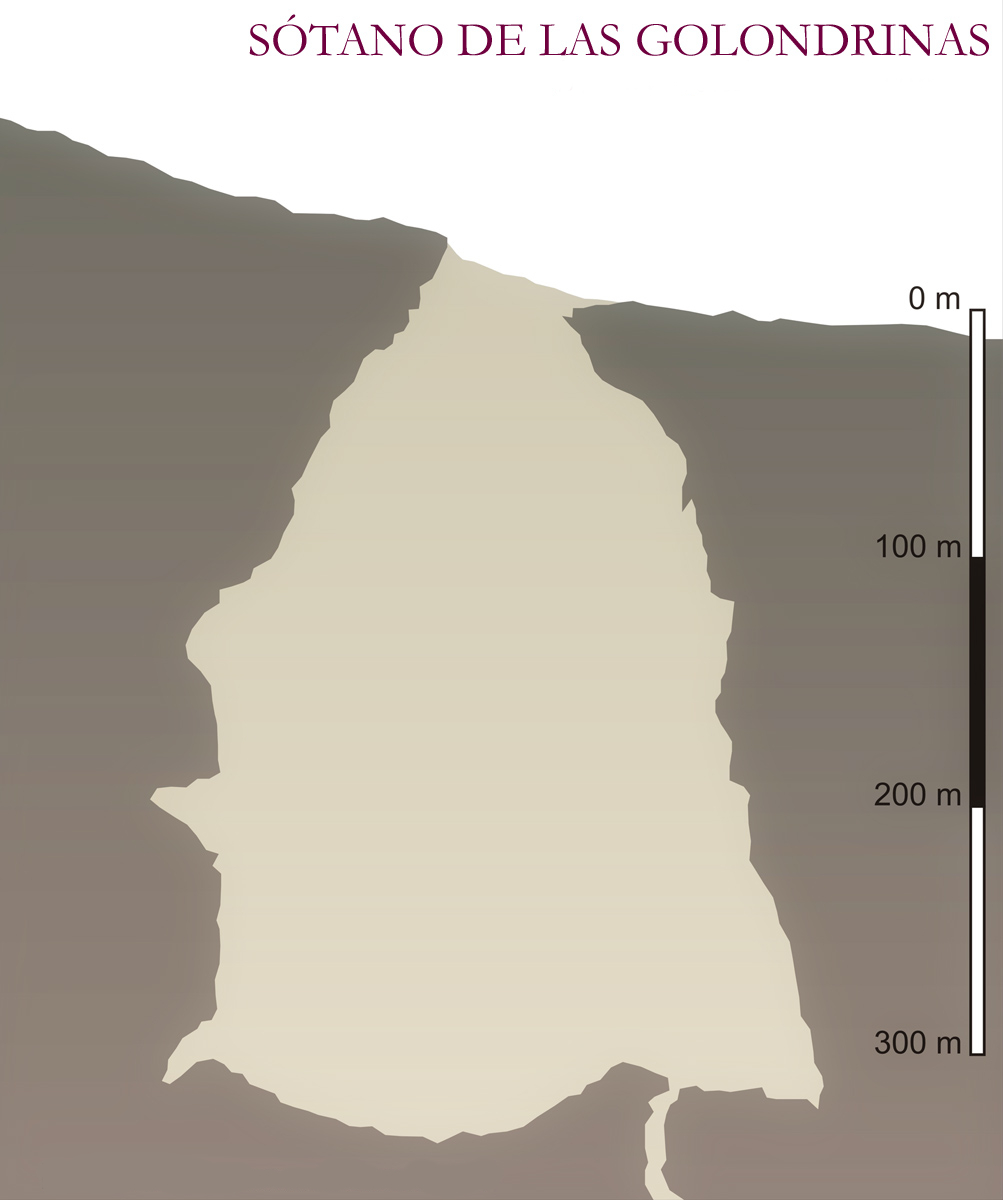
شمایی از غار

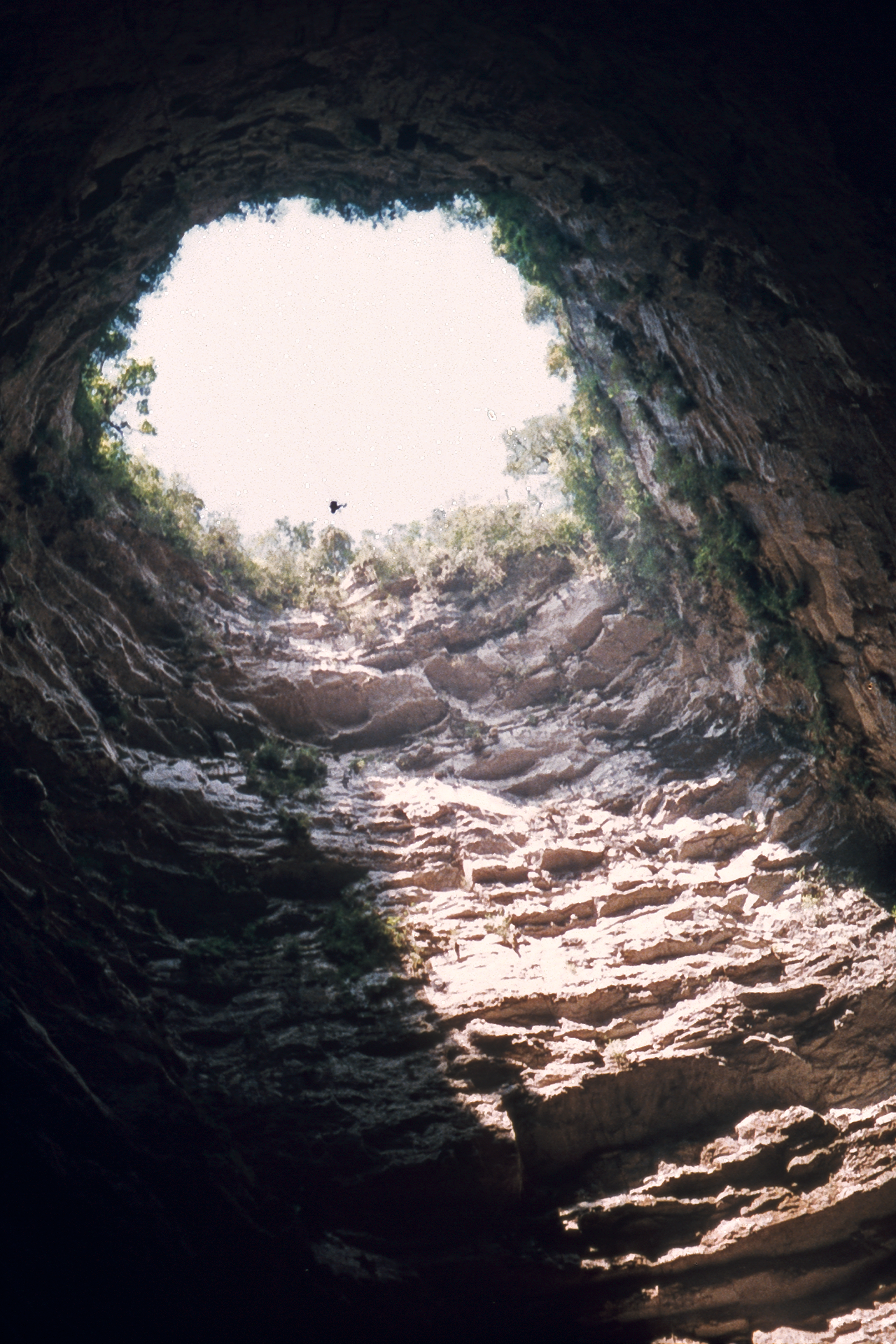
غارنوردی در حال سقوط از دهانهٔ غار

غار پرستوها (به اسپانیایی: Sótano de las Golondrinas) غاری به شکل گودال (غارچال) در ایالت سن لوئیس پوتوسی کشور مکزیک است. دهانهٔ بیضوی غار به ابعاد ۴۹ در ۶۲ متر است و حداکثر سطح مقطع آن به ۱۰۵ در ۳۰۳ متر می‌رسد. عمق آن از یک طرف ۳۳۳ متر و از طرف دیگر ۳۷۰ متر است. غار پرستوها بزرگ‌ترین غار چاهی در جهان و به‌ترتیب دومین و یازدهمین گودال عمیق در مکزیک و جهان است.
وجه تسمیهٔ آن پرندگان فراوانی است که در دیوارهٔ غار لانه کرده‌اند.